# José Octavio Ruiz Arenas
José Octavio Ruiz Arenas (ur. 21 grudnia 1944 w Bogocie) – kolumbijski duchowny katolicki, sekretarz Papieskiej Rady ds. Nowej Ewangelizacji w latach 2011–2020.

## Życiorys
Święceń kapłańskich udzielił mu 29 listopada 1969 kard. Aníbal Muñoz Duque. Inkardynowany do archidiecezji bogotańskiej, był m.in. rektorem niższego seminarium oraz wicekanclerzem kurii. W latach 1985–1996 pracował w Kongregacji Nauki Wiary.

### Episkopat
8 marca 1996 został mianowany biskupem pomocniczym archidiecezji Bogota, ze stolicą tytularną Troyna. Sakry biskupiej udzielił mu kardynał Pedro Rubiano Sáenz.
16 lipca 2002 został mianowany biskupem diecezji Villavicencio, a w 2004 po podniesieniu diecezji do rangi metropolii jej pierwszym arcybiskupem.
31 maja 2007 został wezwany do Watykanu, gdzie został wiceprzewodniczącym Papieskiej Komisji ds. Ameryki Łacińskiej. 
13 maja 2011 decyzją papieża Benedykta XVI został wybrany sekretarzem Papieskiej Rady ds. Nowej Ewangelizacji.